# Yoon Soon-Cheul
Yoon Soon-Cheul (19 de julio de 1967) es un deportista surcoreano que compitió en taekwondo. Ganó una medalla de oro en el Campeonato Mundial de Taekwondo de 1991, y dos medallas de oro en el Campeonato Asiático de Taekwondo en los años 1986 y 1992.

## Palmarés internacional
| Campeonato Mundial  | Campeonato Mundial     | Campeonato Mundial | Campeonato Mundial |
| Año                 | Lugar                  | Medalla            | Categoría          |
| ------------------- | ---------------------- | ------------------ | ------------------ |
| 1991                | Atenas (Grecia)        | Medalla de oro     | –83 kg             |
| Campeonato Asiático |                        |                    |                    |
| Año                 | Lugar                  | Medalla            | Categoría          |
| 1986                | Darwin (Australia)     | Medalla de oro     | –76 kg             |
| 1992                | Kuala Lumpur (Malasia) | Medalla de oro     | –83 kg             |